# Afroassamia laevipes
Afroassamia laevipes – gatunek kosarza z podrzędu Laniatores i rodziny Assamiidae. Jedyny znany przedstawiciel monotypowego rodzaju Afroassamia.

## Występowanie
Gatunek występuje we wschodniej Afryce. Wykazany został z Etiopii.